# Monte Plata (province)
Pour la ville, voir Monte Plata.
Monte Plata est l'une des 32 provinces de la République dominicaine. Son chef-lieu porte le même nom : Monte Plata. Elle est limitée à l'ouest par les provinces de San Cristóbal et Sánchez Ramírez, au nord par celles de Duarte et Samaná, à l'est par celles de Hato Mayor et San Pedro de Macorís et au sud par celle de Santo Domingo.